# Hernesaari (ö i Norra Karelen, Joensuu, lat 62,75, long 29,46)
Hernesaari är en ö i Finland. Den ligger i sjön Iso-Reuhka och i kommunen Polvijärvi i den ekonomiska regionen  Joensuu ekonomiska region  och landskapet Norra Karelen, i den sydöstra delen av landet, 400 km nordost om huvudstaden Helsingfors. Öns area är 0,2 hektar och dess största längd är 110 meter i nord-sydlig riktning.